# Anurapteryx crenulata
Anurapteryx crenulata is een vlinder uit de familie van de Sematuridae. De wetenschappelijke naam van de soort is voor het eerst geldig gepubliceerd in 1919 door Barnes & Lindsey.